# 3-4-2-1
Il 3-4-2-1 è un modulo di gioco del calcio. Consiste nello schierare 3 difensori centrali, 4 centrocampisti (i due esterni sono chiamati "tornanti" perché in grado sia di attaccare che di difendere) e 2 fantasisti (o trequartisti) alle spalle di una prima punta.

## Il modulo

### Fase difensiva
In fase di non possesso, i due tornanti si abbassano in difesa per aiutare i 3 difensori: la difesa in questi casi si schiera a 5, mentre i due trequartisti si abbassano con gli interni di centrocampo (5-4-1). Oppure ci può essere uno scivolamento di un solo tornante in difesa (con quello del lato opposto che invece rimane a centrocampo) e un trequartista che scala e si allarga come esterno sulla stessa fascia del tornante arretrato in difesa in modo da formare un 4-4-1-1 (l'altro trequartista rimane in appoggio al centravanti) o un 4-2-3-1 (a seconda dell'altezza delle ali).

### Fase offensiva
I due trequartisti agiscono da mezze punte e in fase d'attacco si alternano come seconda punta al fianco della prima punta: l'attacco in questi casi si schiera con un suggeritore e 2 punte, creando un 3-4-1-2. Oppure si alzano tutti e due i trequartisti, creando un 3-4-3. In questo modulo si può adattare una prima punta in grado di far salire la squadra, o uno che pensi solo alla finalizzazione.

## Squadre che hanno utilizzato il 3-4-2-1
- Il Napoli di Walter Mazzarri dal 2010 al 2013, vincitore di una Coppa Italia (2011-2012). I trequartisti erano Hamšík e Lavezzi (o Pandev oppure Insigne), il centravanti Cavani.[2]
- La Fiorentina di Paulo Sousa durante la Serie A 2015-2016 e 2016-2017. I trequartisti erano Josip Iličić e Borja Valero, il centravanti era Nikola Kalinić, sugli esterni giocavano Federico Bernardeschi e Marcos Alonso.
- La Germania di Joachim Löw vincitrice della FIFA Confederations Cup 2017.
- Il Tottenham messo in campo da Mauricio Pochettino nella seconda parte della stagione 2017 e in quella 2018, ottenendo un secondo e un terzo posto in Premier League.[3]
- Il Belgio agli ordini del commissario tecnico Roberto Martínez, terzo al campionato del mondo 2018.[4]
- L'Atalanta di Gian Piero Gasperini, sorpresa e poi conferma[5][6] tra le migliori in campionato dal 2018 al 2021: la tattica prevede tre difensori centrali forti fisicamente, due centrocampisti centrali che impostano, si inseriscono e fanno filtro per la difesa, due esterni di centrocampo abili nei ripiegamenti, a proporsi su tutta la fascia ed eventualmente a finalizzare l'azione, infine due trequartisti mobili che rifiniscano per la punta centrale.[7][8]
- La Roma di Paulo Fonseca durante la stagione 2020-2021, semifinalista in Europa League.[9]
- Il Chelsea di Thomas Tuchel, vincitore della UEFA Champions League 2020-2021. La squadra si schierava con Edouard Mendy fra i pali; i tre centrali difensivi erano César Azpilicueta sul centro-destra, Thiago Silva al centro e Antonio Rüdiger sul centro-sinistra; i due esterni erano Reece James a destra e Ben Chilwell a sinistra, mentre in mezzo al campo si schieravano Jorginho e N'Golo Kanté; in avanti Mason Mount (o Christian Pulisic) e Kai Havertz (o Hakim Ziyech) supportavano l'unica punta Timo Werner. La squadra fu in grado di avere una grande solidità difensiva e un'ottima qualità nella gestione della palla.
- La Roma di Josè Mourinho, vincitrice della UEFA Conference League 2021-2022.[10][11]
- Il Bayer Leverkusen di Xabi Alonso vincitore della Bundesliga 2023-2024 da imbattuto.